# Lanna (Sprache)
Lanna, Nordthai oder Yuan (letzteres kann als abwertend aufgefasst werden; Eigenbezeichnung:  Kam Müang [kam˧.mɯːəŋ˧], anhörenⓘ; thailändisch คำเมือง, RTGS Kham Mueang [kʰam˧.mɯːəŋ˧]) ist eine Tai-Kadai-Sprache, die von sechs Millionen Menschen in Nordthailand (dem früheren Lan Na) und angrenzenden Teilen Laos’ gesprochen wird. Die Sprache gehört zum südwestlichen Zweig der Tai-Sprachen und ist eng mit dem Thailändischen und Laotischen sowie den „kleineren“ Tai-Sprachen Lü und Khün verwandt.
Lanna wurde historisch in der gleichnamigen Schrift (auch Tai-Tham- oder Dharma-Schrift genannt) geschrieben. Infolge der Integration Lan Nas in den thailändischen Zentralstaat und der „Thaiisierung“ wird es heute hauptsächlich zur mündlichen und familiären oder informellen Kommunikation verwendet, während es im offiziellen und schriftlichen Gebrauch sowie in den Schulen vom Zentral-Thailändischen zurückgedrängt wurde. Fast alle Lanna-Sprecher sind folglich zweisprachig, wobei sie die Sprachen je nach Situation wechseln (Diglossie). Zum Teil wird es daher auch nur als Dialekt oder Regionalsprache angesehen.
Ab etwa 1985 war ein Rückgang in der Verwendung festzustellen. Die jüngeren Generationen verwendeten das Kam Müang seitdem immer weniger, sodass mittelfristig ein Verschwinden der Sprache zu erwarten war. Seit der Renaissance der Lanna-Kultur und -Identität Ende der 1990er-Jahre kann die Verwendung der Sprache aber wieder als robust gelten, wenn auch nur als „niedere“ Varietät im Rahmen der Diglossie.